# Кардиналы-выборщики на августовском и октябрьском конклавах 1978 года
| Страна | Количество выборщиков |
| --- | --------------------- |
| Италия | 26 (авг), 25 (окт)    |
| Соединённые Штаты Америки | 8 (авг), 9 (окт)      |
| Франция | 7                     |
| Бразилия | 6                     |
| Германия | 5                     |
| Испания | 4                     |
| Аргентина, Канада | 3                     |
| Австралия, Австрия, Алжир, Бельгия, Индия, Нидерланды, Польша, Португалия, Филиппины | 2                     |
| Англия, Бенин, Боливия, Венгрия, Венесуэла, Верхняя Вольта, Гватемала, Доминиканская республика, Египет, Заир, Индонезия, Кения, Колумбия, Южная Корея, Мадагаскар, Мексика, Новая Зеландия, Нигерия, Пакистан, Перу, Пуэрто-Рико, Западное Самоа, Сенегал, Танзания, Уганда, Чехословакия, Чили, Шотландия, Шри-Ланка, Эквадор, Югославия, Южная Африка, | 1                     |

Следующие кардиналы-выборщики участвовали в августовском и октябрьском Папских конклавов 1978 года. Приводятся по географическим регионам (не языковыми группами, обычно используемыми во Вселенской Церкви), и в алфавитном порядке (неофициальный порядок предшествования, который не уместен на процедуре Конклава).
Поскольку между этими двумя Конклавами прошло совсем немного времени, списки избирателей почти идентичны. Единственными исключениями были кардиналы Джон Джозеф Райт, не участвовавший в августовском конклаве по состоянию здоровья, но участвовавший в октябрьском, и Альбино Лучани, участвовавший в августовском конклаве, избранный там папой и вскоре скончавшийся. Кардиналы Валериан Грасиас и Болеслав Филипьяк не участвовали в августовском конклаве также по состоянию здоровья. Грасиас умер в период понтификата папы римского Иоанна Павла I, а Филипьяк умер в день открытия октябрьского Конклава. Таким образом, из 114 кардиналов, имевших право голоса в августе, в обоих конклавах 1978 года участвовали по 111 человек.
Кардиналы-выборщики были назначены следующими папами:
- 3 — папой Пием XII
- 8 — папой Иоанном XXIII
- 101 — папой Павлом VI (в том числе кардиналы Райт и Лучани)

Было пятнадцать кардиналов, которые потеряли право участвовать в обоих Конклавах после того, как достигли восьмидесятилетнего возраста.

## Римская Курия
1. Себастьяно Баджо, префект Священной Конгрегации по делам епископов;
2. Коррадо Бафиле, префект Священной Конгрегации по канонизации Святых;
3. Паоло Бертоли, бывший префект Священной Конгрегации по канонизации Святых;
4. Эджидио Ваньоцци, председатель Префектуры экономических дел Святого Престола;
5. Жан-Мари Вийо, Камерленго, Государственный секретарь Святого Престола, Председатель Папской комиссии по делам государства-града Ватикана, председатель Администрации церковного имущества Святого Престола;
6. Бернарден Гантен, председатель Папского Совета справедливости и мира;
7. Габриэль-Мари Гаррон, префект Священной Конгрегации семинарий и университетов;
8. Серджо Гуэрри, председатель Папской Комиссии по делам государства-града Ватикана;
9. Франческо Карпино, референдарий Священной Конгрегации по делам епископов;
10. Марио Назалли Рокка ди Корнелиано, префект Апостольской Палаты;
11. Джеймс Роберт Нокс, префект Священной Конгрегации таинств и богослужения;
12. Джузеппе Паупини, великий пенитенциарий;
13. Серджо Пиньедоли, председатель Секретариата по делам нехристиан;
14. Эдуардо Пиронио, префект Священной Конгрегации религиозных и светских институтов;
15. Джон Райт, префект Священной Конгрегации по делам духовенства (отсутствовал в августе);
16. Агнелу Росси, префект Священной Конгрегации пропаганды веры;
17. Опилио Росси, председатель Папского Совета по делам мирян, председатель Папского Совета по делам семьи;
18. Антонио Саморе, библиотекарь Святой Римской Церкви, архивариус Секретных Архивов Ватикана;
19. Перикле Феличи, префект Верховного Трибунала Апостольской Сигнатуры;
20. Поль-Пьер Филипп, доминиканец, префект Священной конгрегации по делам восточных церквей;
21. Максимильен де Фюрстенберг, бывший префект Священной конгрегации по делам восточных церквей;
22. Марио Чаппи, доминиканец, про-богослов Папского Дома;
23. Франьо Шепер, префект Священной Конгрегации доктрины веры;
24. Йозеф Шрёффер, секретарь Священной Конгрегации семинарий и университетов.

## Европа

### Австрия
1. Франц Кёниг, архиепископ Вены, Председатель Папского Совета по делам неверующих.

### Англия
1. Джордж Бэзил Хьюм, бенедиктинец, архиепископ Вестминстера.

### Бельгия
1. Лео-Жозеф Сюненс, архиепископ Мехелена-Брюсселя.

### Венгрия
1. Ласло Лекаи, архиепископ Эстергома.

### Германия
1. Альфред Бенгш, архиепископ-епископ Берлина;
2. Герман Фольк, епископ Майнца;
3. Йозеф Ратцингер, архиепископ Мюнхена и Фрайзинга;
4. Йозеф Хёффнер, архиепископ Кёльна.

### Испания
1. Хосе Буэно-и-Монреаль, архиепископ Севильи;
2. Марсело Гонсалес Мартин, архиепископ Толедо;
3. Нарсисо Хубани Арнау, архиепископ Барселоны;
4. Висенте Энрике-и-Таранкон, архиепископ Мадрида.

### Италия
1. Джованни Бенелли, архиепископ Флоренции;
2. Джованни Коломбо, архиепископ Милана;
3. Альбино Лучани, патриарх Венеции (был избран папой римским и выбрал имя Иоанн Павел I) (август);
4. Умберто Моццони, председатель Папской Комиссии Святынь Помпеи и Лорето;
5. Сильвио Одди, бывший председатель Папской Комиссии Святынь Помпеи и Лорето;
6. Пьетро Палаццини, секретарь Папской Комиссии Святынь Помпеи и Лорето;
7. Сальваторе Паппалардо, архиепископ Палермо;
8. Микеле Пеллегрино, архиепископ Турина;
9. Уго Полетти, генеральный викарий Рима;
10. Антонио Пома, архиепископ Болоньи;
11. Джузеппе Сенси, бывший апостольский нунций в Португалии;
12. Джузеппе Сири, архиепископ Генуи-Боббьи;
13. Коррадо Урси, архиепископ Неаполя;
14. Эрменеджильдо Флорит, бывший архиепископ Флоренции.

### Нидерланды
1. Бернардус Алфринк, бывший архиепископ Утрехта;
2. Йоханнес Виллебрандс, архиепископ Утрехта, председатель Папского Совета по содействию христианскому единству.

### Польша
1. Стефан Вышиньский, архиепископ Варшавы и Гнезно;
2. Кароль Войтыла, архиепископ Кракова (был избран папой римским и выбрал имя Иоанн Павел II) (октябрь).

### Португалия
1. Антониу Рибейру, патриарх Лиссабона.

### Франция
1. Поль Гуйон, архиепископ Ренна;
2. Луи-Жан Гюйо, архиепископ Тулузы;
3. Франсуа Марти, архиепископ Парижа;
4. Александр-Шарль Ренар, архиепископ Лиона.

### Чехословакия
1. Франтишек Томашек, архиепископ Праги.

### Шотландия
1. Гордон Грей, архиепископ Сент-Эндрюса и Эдинбурга.

## Северная Америка

### Канада
1. Поль-Эмиль Леже, PSS, бывший архиепископ Монреаля.
2. Морис Руа, архиепископ Квебека;
3. Джордж Флэфф, базилиан, архиепископ Виннипега.

### Мексика
1. Хосе Саласар Лопес, архиепископ Гвадалахары.

### США
1. Уильям Баум, архиепископ Вашингтона;
2. Джон Дирден, архиепископ Детройта;
3. Джон Карберри, архиепископ Сент-Луиса;
4. Джон Коди, архиепископ Чикаго;
5. Джон Крол, архиепископ Филадельфии;
6. Теренс Кук, архиепископ Нью-Йорка;
7. Тимоти Мэннинг, архиепископ Лос-Анджелеса;
8. Умберто Медейрош, архиепископ Бостона.

## Южная Америка

### Аргентина
1. Хуан Карлос Арамбуру, архиепископ Буэнос-Айреса;
2. Рауль Приматеста, архиепископ Кордовы.

### Боливия
1. Хосе Маурер, CSSR, архиепископ Сукре.

### Бразилия
1. Эужениу ди Араужу Салис, архиепископ Сан-Себастьян-до-Рио-де-Жанейро;
2. Паулу Эваристу Арнс, францисканец, архиепископ Сан-Паулу;
3. Авелар Брандан Вилела, архиепископ Сан-Салвадор да Байя;
4. Алоизиу Лоршейдер, францисканец, архиепископ Форталезы;
5. Альфреду Шерер, архиепископ Порту-Алегри.

### Венесуэла
1. Хосе Умберто Кинтеро Парра, архиепископ Каракаса.

### Колумбия
1. Анибаль Муньос Дуке, архиепископ Боготы.

### Перу
1. Хуан Ландасури Рикеттс, францисканец, архиепископ Лимы.

### Чили
1. Рауль Сильва Энрикес, салезианец, архиепископ Сантьяго.

### Эквадор
1. Пабло Муньос Вега, иезуит, архиепископ Кито.

## Центральная Америка

### Гватемала
1. Марио Касарьего-и-Асеведо, CRS, архиепископ Гватемалы.

### Доминиканская республика
1. Октавио Берас Рохас, архиепископ Санто-Доминго.

### Пуэрто-Рико
1. Луис Апонте Мартинес, архиепископ Сан-Хуана.

## Азия

### Вьетнам
1. Иосиф Мария Чинь Ньы Кхюэ, архиепископ Ханоя.

### Индия
1. Иосиф Парекаттил, архиепископ Эрнакулама Сило-Малабарский;
2. Лоуренс Пикачи, иезуит, архиепископ Калькутты.

### Индонезия
1. Юстинус Дармоювоно, архиепископ Семаранга.

### Южная Корея
1. Стефан Ким Су Хван, архиепископ Сеула.

### Пакистан
1. Иосиф Кордейро, архиепископ Карачи.

### Филиппины
1. Хулио Росалес-и-Рас, архиепископ Себу;
2. Хайме Син, архиепископ Манилы.

### Шри-Ланка
1. Фома Курэй, OMI, архиепископ Коломбо.

## Африка

### Алжир
1. Леон-Этьен Дюваль, архиепископ Алжира.

### Верхняя Вольта
1. Поль Зуграна, MAfr, архиепископ Уагадугу.

### Египет
1. Стефанос I Сидарусс, лазарист, Коптский Католический патриарх Александрийский.

### Заир
1. Жозеф Малула, архиепископ Киншасы.

### Кения
1. Морис Отунга, архиепископ Найроби.

### Мадагаскар
1. Виктор Разафимахатратра, иезуит, архиепископ Тананариве.

### Нигерия
1. Доминик Экандем, епископ Икот-Еккене.

### Сенегал
1. Гиацинт Тиандум, архиепископ Дакара.

### Танзания
1. Лауреан Ругамбва, архиепископ Дар-эс-Салама.

### Уганда
1. Эммануил Нсубуга, архиепископ Кампалы.

### Южная Африка
1. Оуэн Маккенн, архиепископ Кейптауна.

## Океания

### Австралия
1. Джеймс Фримен, архиепископ Сиднея.

### Новая Зеландия
1. Реджинальд Делагарди, архиепископ Веллингтона.

### Западная Самоа
1. Пий Таофинуу, SM, епископ Самоа и Токелау.